# Hitchcock (Teksas)
Hitchcock je grad u američkoj saveznoj državi Teksas. Prema popisu stanovništva iz 2010. u njemu je živjelo 6.961 stanovnika.